# Konrad Utz

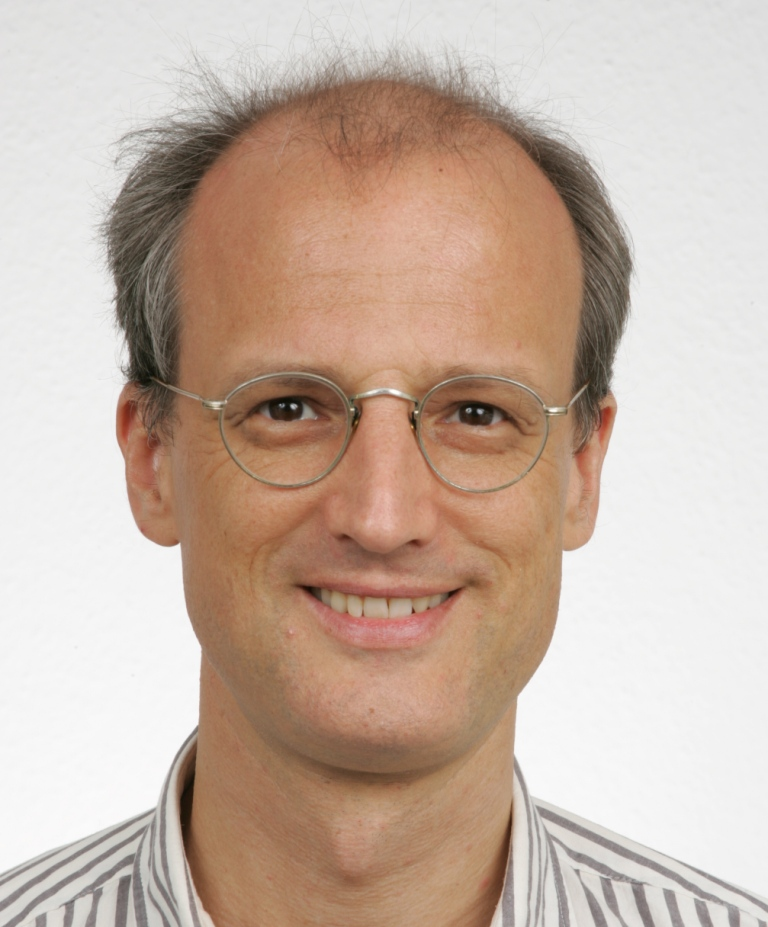
Konrad Utz

Konrad Utz (* 1968) ist ein deutscher Philosoph. Er ist Professor für Philosophie an der Bundesuniversität von Ceará in Fortaleza (UFC, Brasilien). Er entwickelt ein eigenständiges philosophisches Gesamtsystem, dessen Grundbegriff der Zufall ist.

## Leben
Utz studierte katholische Theologie in Tübingen und Pune (Indien), promovierte in Tübingen in Philosophie und ist seit 2006 Professor für Philosophie an der Universidade Federal do Ceará (UFC – Bundesuniversität von Ceará) in Fortaleza (Brasilien).
Utz entwickelt ein umfassendes philosophisches System aus dem Begriff des Zufalls. Seine hauptsächlichen Inspirationsquellen sind Kant und Hegel, daneben Aristoteles und die indische Philosophie. Außerdem beschäftigt er sich mit der Theorie des Ereignisses (Ontologie), der Theorie des Bewusstseins (Subjekt-, Erkenntnis-, Handlungstheorie) und der Theorie der Freundschaft (praktische Philosophie).
Neben seinen philosophischen Arbeiten hat Utz 2006 das Kinderbuch Geschichten von Drache und Bär veröffentlicht.

### Hauptwerke
- Die Notwendigkeit des Zufalls. Hegels spekulative Dialektik in der „Wissenschaft der Logik“, Paderborn: Schöningh, 2001, 327 Seiten. ISBN 978-350-679214-3
- Philosophie des Zufalls. Ein Entwurf, Paderborn: Schöningh, 2005, 202 Seiten. ISBN 978-350-671396-4
- Freundschaft. Eine philosophische Theorie, Paderborn: Schöningh, 2012, 346 Seiten. ISBN 978-350-677398-2
- Bewusstsein. Eine philosophische Theorie, Paderborn: Schöningh, 2014, 382 Seiten. ISBN 978-350-678123-9

### Ausgewählte Artikel
- Quid mihi? Zur Methode der Grundlegung der Ethik bei Kant. Deutsche Zeitschrift für Philosophie 64 (2016): 213–227.
- Praktische Vernunft in der „Grundlegung zur Metaphysik der Sitten“, in: Zeitschrift für philosophische Forschung 69/4 (2015), 474–501.
- Sankara, Hegel and the Realization of Truth. In: Kuruvilla Pandikattu, Binoy Pichalakkattur, ed., An Indian Ending: Rediscovering the Grandeur of Indian Heritage for a Sustainable Future, Delhi (Indien): Serials Publications, 2013, 211–224. ISBN 978-818-387593-6
- A subjetividade na „Ciência da Lógica“, in: Veritas (Porto Alegre) 33 (2010), 116–129.
- Filosofia da Amizade: uma proposta, in: Ethic@ 7 (2008), 151–164.
- Die neue Zeit oder Neues Mittelalter, in: Orientierung (Zürich) 12/2008, 139–143.
- Freundschaft und Wohlwollen bei Aristoteles, in: Zeitschrift für philosophische Forschung 57 (2003), 543–570.
- Absolute Methode?, in: K. Utz, Alexander Oberauer, Anton Friedrich Koch, ed., Der Begriff als die Wahrheit. Zum Anspruch der Hegelschen Subjektiven Logik, Paderborn: Schöningh, 2003, 189–207. ISBN 978-350-679215-0

### Kindergeschichten
- Geschichten von Drache und Bär, mit Illustrationen v. Daniel Napp, Düsseldorf: Sauerländer, 2006. ISBN 978-379-416068-6.